# Liste der Kulturdenkmäler in Sinzig
In der Liste der Kulturdenkmäler in Sinzig sind alle Kulturdenkmäler der rheinland-pfälzischen Stadt Sinzig einschließlich der Stadtteile Bad Bodendorf, Franken, Koisdorf, Löhndorf und Westum aufgeführt. Grundlage ist die Denkmalliste des Landes Rheinland-Pfalz (Stand: 12. Juni 2023).

## Sinzig

### Denkmalzonen
| Bezeichnung                              | Lage                     | Baujahr         | Beschreibung | Bild                           |
| ---------------------------------------- | ------------------------ | --------------- | --- | ------------------------------ |
| Denkmalzone Minoritenkloster Helenenberg | Helenenbergstraße 2 Lage | 18. Jahrhundert | Konventsgebäude des ehemaligen Minoritenkloster; Putzbau mit Walmdach, 18. Jahrhundert; anstoßend: Putzbau, 19. Jahrhundert (?); alte Gartenmauer; Gesamtanlage | weitere Bilder Fotos hochladen |
| Denkmalzone Jüdischer Friedhof           | Im Herrental Lage        | 1873            | 1873 angelegt; 37 Grabsteine | weitere Bilder Fotos hochladen |

### Einzeldenkmäler
| Bezeichnung                       | Lage                                         | Baujahr                           | Beschreibung | Bild                           |
| --------------------------------- | -------------------------------------------- | --------------------------------- | --- | ------------------------------ |
| Stadtmauer                        |                                              | ab 1287                           | Reste der mittelalterlichen ab 1287 errichteten Stadtbefestigung: Rheinstraße: Parkanlage, dem Graben entsprechend, Turmreste, Stadtmauer (Lage); Harbachstraße: Parkplätze auf dem ehemaligen Graben (Lage); Verlängerung der Harbachstraße: Wallstraße (Lage); Koblenzer Straße: Park, der dem Graben der Stadtmauer entspricht, teilweise Mauer (Lage); Rheinstraße: Schalenturm; Torhausgasse, Ecke Mühlbachstraße: Rest des Tores (Lage) | weitere Bilder Fotos hochladen |
| Wohnhaus                          | Ausdorferstraße 3 Lage                       | 18. Jahrhundert                   | Fachwerkhaus, 18. Jahrhundert, Torfahrt aus dem 19. Jahrhundert | Fotos hochladen                |
| Wohn- und Geschäftshaus           | Ausdorferstraße 9 Lage                       | 1920er Jahre                      | expressionistischer Putzbau, 1920er Jahre | Fotos hochladen                |
| Brunnen                           | Ausdorfer Straße, Ecke Koblenzer Straße Lage | 1906                              | Brunnen, obeliskartig, bezeichnet 1906, eventuell älter | Fotos hochladen                |
| Von Lennep’sches Haus             | Bachovenstraße 6 Lage                        | 1759                              | barocker Mansardwalmdachbau, Türsturz bezeichnet 1759 | Fotos hochladen                |
| Wohnhaus                          | Bachovenstraße 8 Lage                        | Mitte des 18. Jahrhunderts        | dreieinhalbgeschossiger Putzbau, Mitte des 18. Jahrhunderts | Fotos hochladen                |
| Bahnhof Sinzig                    | Barbarossastraße 1 Lage                      | 1880                              | spätklassizistischer Putzbau, seitlichen Anbauten, 1880 | weitere Bilder Fotos hochladen |
| Wohnhaus                          | Barbarossastraße 2 Lage                      | um 1890                           | zweieinhalbgeschossiger spätklassizistischer Pyramidaldachbau, um 1890 | Fotos hochladen                |
| Villa                             | Barbarossastraße 15 Lage                     | 1893                              | späthistoristische Backsteinvilla, bezeichnet 1893 | Fotos hochladen                |
| Amtsgericht                       | Barbarossastraße 21 Lage                     | um 1913                           | neuklassizistischer Putzbau, um 1913 | weitere Bilder Fotos hochladen |
| Villa                             | Barbarossastraße 25 Lage                     | 1907                              | Putzvilla, bezeichnet 1907; Gesamtanlage mit Garten | Fotos hochladen                |
| Barbarossa-Denkmal                | Barbarossastraße, gegenüber Nr. 29 Lage      | gegen 1875                        | Barbarossa-Denkmal, gegen 1875 | weitere Bilder Fotos hochladen |
| Schloss Sinzig                    | Barbarossastraße 35 Lage                     | ab 1337                           | Reste der 1337 gegründeten, 1569–74 umgebauten, 1688 zerstörten Burg: Graben, ältere Befestigung, unter anderem ein Rundturm; neugotischer Schieferbruchsteinbau, 1854–58, Architekt Vincenz Statz, Köln; Park nach Entwurf von Peter Joseph Lenné, um 1840; Gesamtanlage mit Park | weitere Bilder Fotos hochladen |
| Bildstock                         | Dreifaltigkeitsweg, bei Nr. 30 Lage          |                                   | barocke Wegekapelle; Grabkreuz, 1780 | Fotos hochladen                |
| Wohnhaus                          | Eulengasse 2 Lage                            | 18. Jahrhundert                   | Fachwerkhaus, 18. Jahrhundert | Fotos hochladen                |
| Wohnhaus                          | Eulengasse 4 Lage                            | 18. oder 19. Jahrhundert          | Fachwerkhaus, 18. oder 19. Jahrhundert | Fotos hochladen                |
| Trierer Hof                       | Eulengasse 23/25 Lage                        | Ende des 18. Jahrhunderts         | Fachwerkhaus, Krüppelwalmdach, Ende des 18. Jahrhunderts | Fotos hochladen                |
| Wegekreuz                         | Gudestraße, Ecke Kirchplatz Lage             | Ende des 18. Jahrhunderts         | Wegekreuz, wohl vom Ende des 18. Jahrhunderts | Fotos hochladen                |
| Friedhofskapelle                  | Im Herrental Lage                            | 1930/50er Jahre                   | Friedhofskapelle, eventuell aus den 1930/50er Jahren | Fotos hochladen                |
| Wohnhaus                          | Kirchgasse 7 Lage                            | 1666                              | Fachwerkhaus, Ständerbau, bezeichnet 1666, nachträglich aufgestockt | Fotos hochladen                |
| Wohnhaus                          | Kirchgasse 18 Lage                           | 18. Jahrhundert                   | Fachwerkhaus, Ständerbau, 18. Jahrhundert | Fotos hochladen                |
| Katholische Pfarrkirche St. Peter | Kirchplatz 4 Lage                            | um 1220/30                        | spätromanische Basilika, um 1220/30, Bruchsteinbau | weitere Bilder Fotos hochladen |
| Grabkreuze                        | Kirchplatz, bei Nr. 4 Lage                   | 17. und 18. Jahrhundert           | 14 Grabkreuze, 17. und 18. Jahrhundert | Fotos hochladen                |
| Kriegerdenkmal                    | Kirchplatz, unterhalb von Nr. 4 Lage         | 1931                              | Kriegerdenkmal, Löwe, bezeichnet 1931, Architekt/Bildhauer Franz Brantzky, Köln | Fotos hochladen                |
| Rathaus                           | Kirchplatz 5 Lage                            | 1835/37                           | ehemaliges Amtshaus; klassizistischer Putzbau, 1835/37 | Fotos hochladen                |
| Meilenstein                       | Koblenzer Straße, bei Nr. 55 Lage            | 1820                              | preußischer Ganzmeilenstein, Basaltobelisk mit seitlichen Sitzbänken, Gusseisenadler, 1820 | weitere Bilder Fotos hochladen |
| Haus Schönberg                    | Koblenzer Straße 103–109 Lage                |                                   | herrschaftliche Villa, angrenzender Vierflügel-Hof; Gesamtanlage | weitere Bilder Fotos hochladen |
| Kreuz                             | Koisdorfer Straße Lage                       | 16. Jahrhundert                   | Kreuz, spätgotisch, 16. Jahrhundert | Fotos hochladen                |
| Villa                             | Kölner Straße 4 Lage                         | erste Hälfte des 19. Jahrhunderts | klassizistischer Walmdachbau, erste Hälfte des 19. Jahrhunderts, Remise und Garage, Holzarchitektur, wohl bauzeitlich; Gesamtanlage mit neubarockem Anbau, um 1910 | Fotos hochladen                |
| Villa                             | Kölner Straße 8 Lage                         | um 1910/20                        | großvolumige Villa, teilweise Basalt und Fachwerk und verschiefert, um 1910/20 | Fotos hochladen                |
| Wegekreuz                         | Kölner Straße, Ecke Barbarossastraße Lage    |                                   | Wegekreuz, neugotische Fiale | Fotos hochladen                |
| Torbogen                          | Kripper Straße, bei Nr. 19 Lage              | 1680                              | Torbogen der Schmitzmühle, bezeichnet 1680 | Fotos hochladen                |
| Meilenstein                       | Kripper Straße, bei Nr. 22 Lage              |                                   | preußischer Halbmeilenstein, Zylinderform; daneben vier weitere Grenz- bzw. Kilometersteine | Fotos hochladen                |
| Wegekreuz                         | Lindenstraße, Ecke Koblenzer Straße Lage     | 1688                              | Wegekreuz, Nischentyp, bezeichnet 1688 | Fotos hochladen                |
| Wegekreuz                         | Markt, bei Nr. 2 Lage                        |                                   | Wegekreuz | Fotos hochladen                |
| Wohnhaus                          | Mühlenbachstraße 1 Lage                      | 18. Jahrhundert                   | Fachwerkhaus, 18. Jahrhundert, historischer Ladeneinbau | Fotos hochladen                |
| Wohnhaus                          | Mühlenbachstraße 31 Lage                     | 1805                              | Krüppelwalmdachbau, bezeichnet 1805 | Fotos hochladen                |
| Wohnhaus                          | Mühlenbachstraße 32 Lage                     | 18. oder 19. Jahrhundert          | Fachwerkhaus, 18. oder 19. Jahrhundert | Fotos hochladen                |
| Wohnhaus                          | Renngasse 17 Lage                            | 1850                              | Fachwerkhaus, teilweise massiv, verputzt, bezeichnet 1850 | Fotos hochladen                |
| Weyerburg                         | Rheinstraße 47 Lage                          | 1777                              | Krüppelwalmdachbau, bezeichnet 1777; rückwärtig Reste der alten Umfassungsmauer; Gesamtanlage | Fotos hochladen                |
| Wohnhaus                          | Schloßstraße 4 Lage                          | 1910                              | zweieinhalbgeschossiger Putzbau, um 1910 | Fotos hochladen                |
| Wohnhaus                          | Tuchergasse 14/16 Lage                       | 19. Jahrhundert                   | Fachwerkhaus, 19. Jahrhundert | Fotos hochladen                |
| Zehnthof                          | Zehnthofstraße 2 Lage                        | 1697                              | barocker Mansardwalmdachbau, bezeichnet 1697, Orangerie, 18. Jahrhundert, neugotischer Tuffsteinbau, 1875, Garten nach Entwürfen von Peter Joseph Lenné | weitere Bilder Fotos hochladen |

## Bad Bodendorf

### Denkmalzonen
| Bezeichnung             | Lage                    | Baujahr                 | Beschreibung                                                                                         | Bild            |
| ----------------------- | ----------------------- | ----------------------- | --- | --------------- |
| Denkmalzone Hauptstraße | Hauptstraße 51–128 Lage | 18. und 19. Jahrhundert | sehr geschlossenes Bild vorbildlich erhaltener Fachwerkbauten, vorherrschend 18. und 19. Jahrhundert | Fotos hochladen |

### Einzeldenkmäler
| Bezeichnung                           | Lage                                  | Baujahr                 | Beschreibung | Bild                           |
| ------------------------------------- | ------------------------------------- | ----------------------- | --- | ------------------------------ |
| Grabmal                               | Ahrtalstraße, auf dem Friedhof Lage   |                         | Ruhestätte der Edlen von Groote, neugotischer Block                                                                 | Fotos hochladen                |
| Burg Bodendorf                        | Bahnhofstraße 2, Hauptstraße 121 Lage | 13. Jahrhundert         | ehemalige Wasserburg; Vierflügelanlage, im Kern aus dem 13. Jahrhundert, Umbau 1751; zweigeschossige Walmdachbauten | weitere Bilder Fotos hochladen |
| Bahnhof Bad Bodendorf                 | Bahnhofstraße 4 Lage                  | 1879                    | Typenbau der Ahrtalbahn, 1879                                                                                       | weitere Bilder Fotos hochladen |
| Katholische Pfarrkirche St. Sebastian | Hauptstraße Lage                      | 1872/73                 | neugotische Hallenkirche, Backstein, 1872/73                                                                        | weitere Bilder Fotos hochladen |
| Grabkreuze                            | Hauptstraße, bei der Kirche Lage      | 17. und 18. Jahrhundert | 16 Grabkreuze, 17. und 18. Jahrhundert                                                                              | Fotos hochladen                |
| Tür                                   | Hauptstraße, an Nr. 66 Lage           |                         | zweigeteilte Tür | Fotos hochladen                |
| Wohnhaus                              | Hauptstraße 69 Lage                   | 18. Jahrhundert         | Fachwerkhaus, teilweise massiv, 18. Jahrhundert; Gesamtanlage mit Hof                                               | weitere Bilder Fotos hochladen |
| Wohnhaus                              | Hauptstraße 75 Lage                   | 18. Jahrhundert         | Fachwerkhaus, teilweise massiv, Krüppelwalmdach, 18. Jahrhundert                                                    | weitere Bilder Fotos hochladen |
| Bad Bodendorfer Hof                   | Hauptstraße 76 Lage                   |                         | spätklassizistischer Mansardwalmdachbau                                                                             | weitere Bilder Fotos hochladen |
| Wohnhaus                              | Hauptstraße 85 Lage                   | 1790                    | Fachwerkhaus, Mansarddach, bezeichnet 1790                                                                          | weitere Bilder Fotos hochladen |
| Wohnhaus                              | Hauptstraße 86 Lage                   | 1829                    | Fachwerkhaus, bezeichnet 1829                                                                                       | weitere Bilder Fotos hochladen |
| Hofanlage                             | Hauptstraße 87 Lage                   |                         | Hofreite | weitere Bilder Fotos hochladen |
| Wohnhaus                              | Hauptstraße 91 Lage                   | 1755                    | Fachwerkhaus, Krüppelwalmdach, bezeichnet 1755                                                                      | weitere Bilder Fotos hochladen |
| Wohnhaus                              | Hauptstraße 122 Lage                  | 18. Jahrhundert         | Mansarddachbau, 18. Jahrhundert                                                                                     | weitere Bilder Fotos hochladen |
| Wohnhaus                              | Hauptstraße 124 Lage                  | 1755                    | Fachwerkhaus, teilweise massiv, Mansardwalmdach, bezeichnet 1755                                                    | weitere Bilder Fotos hochladen |
| Wohnhaus                              | Hauptstraße 128 Lage                  | 19. Jahrhundert         | Fachwerkhaus, 19. Jahrhundert                                                                                       | weitere Bilder Fotos hochladen |

## Franken

### Einzeldenkmäler
| Bezeichnung                         | Lage                                                              | Baujahr                                   | Beschreibung | Bild                           |
| ----------------------------------- | ----------------------------------------------------------------- | ----------------------------------------- | --- | ------------------------------ |
| Wohnhaus                            | Frankenstraße 18 Lage                                             | Ende des 17. Jahrhunderts                 | Fachwerkhaus, teilweise massiv, Ende des 17. Jahrhunderts                                                                                  | Fotos hochladen                |
| Hofanlage                           | Frankenstraße 28 Lage                                             | 19. Jahrhundert                           | Hofreite; Fachwerkhaus, 19. Jahrhundert | Fotos hochladen                |
| Katholische Pfarrkirche St. Michael | Frankenstraße 41 Lage                                             | ab der ersten Hälfte des 14. Jahrhunderts | im Kern romanischer Turm, ehemaliger Chor aus der ersten Hälfte des 14. Jahrhunderts, Saalbau, bezeichnet 1748; Gesamtanlage mit Pfarrhaus | weitere Bilder Fotos hochladen |
| Grabkreuze                          | Frankenstraße, bei Nr. 41 Lage                                    | 18. Jahrhundert                           | fünf Grabkreuze, 18. Jahrhundert | Fotos hochladen                |
| Pfarrhaus                           | Frankenstraße 45 Lage                                             | 18. Jahrhundert                           | ehemaliges Pfarrhaus; Walmdachbau, teilweise Fachwerk, 18. Jahrhundert; Gesamtanlage mit Kirche                                            | BW                             |
| Hofanlage                           | Frankenstraße 51 Lage                                             | 19. Jahrhundert                           | Hofanlage; Fachwerkhaus, 19. Jahrhundert, massive Scheune                                                                                  | Fotos hochladen                |
| Hofanlage                           | Frankenstraße 66 Lage                                             | 1796                                      | Hofreite; Fachwerkhaus, teilweise massiv, bezeichnet 1796                                                                                  | weitere Bilder Fotos hochladen |
| Friedhofskreuz                      | Frankenstraße, auf dem Friedhof Lage                              | 1704                                      | Friedhofskreuz, Nischentyp, bezeichnet 1704                                                                                                | BW                             |
| Kapelle                             | Maisgasse Lage                                                    | 1881                                      | Backsteinbau, 1881; Bildstock, bezeichnet 1681                                                                                             | Fotos hochladen                |
| Bildstock                           | nördlich des Ortes an der L 82; Distrikt Im Gutenacker Lage       |                                           | Bildstock, barock | Fotos hochladen                |
| Schloss Ahrenthal                   | nordöstlich des Ortes Lage                                        | 1880                                      | Wasserschloss, Neurenaissance, 1880; Gesamtanlage mit Park                                                                                 | weitere Bilder Fotos hochladen |
| Hof Hombüchel                       | nordwestlich des Ortes an der L 82; Flur Auf den vier Morgen Lage | Anfang des 19. Jahrhunderts               | Krüppelwalmdachbau, teilweise Fachwerk, Anfang des 19. Jahrhunderts                                                                        | BW                             |
| Bildstock                           | östlich des Ortes; Flur Auf dem Kranz Lage                        | 18. Jahrhundert                           | Bildstock, wohl aus dem 18. Jahrhundert, 1911 und später                                                                                   | Fotos hochladen                |

## Koisdorf

### Einzeldenkmäler
| Bezeichnung                            | Lage                                      | Baujahr                  | Beschreibung | Bild                           |
| -------------------------------------- | ----------------------------------------- | ------------------------ | --- | ------------------------------ |
| Wohnhaus                               | Ahrentaler Straße 18 Lage                 | 19. Jahrhundert          | Fachwerkhaus, Krüppelwalmdach, 19. Jahrhundert                                                                               | Fotos hochladen                |
| Wegekreuz                              | Ahrentaler Straße, bei Nr. 41 Lage        | 1898                     | Wegekreuz, bezeichnet 1898                                                                                                   | Fotos hochladen                |
| Katholische Filialkapelle St. Wendelin | Kapellenweg 2 Lage                        | gegen 1260               | spätromanischer Saalbau, gegen 1260, 1730 wiederhergestellt, bezeichnet 1766; mit Kreuzigungsfenster aus dem 13. Jahrhundert | weitere Bilder Fotos hochladen |
| Wegekreuz                              | Koisdorfer Straße, Ecke Im Rossbüsch Lage | 1808                     | Wegekreuz, bezeichnet 1808                                                                                                   | Fotos hochladen                |
| Wohnhaus                               | Römerstraße 1 Lage                        | 18. oder 19. Jahrhundert | Fachwerkhaus, 18. oder 19. Jahrhundert                                                                                       | BW                             |

## Löhndorf

### Denkmalzonen
| Bezeichnung              | Lage                                       | Baujahr                          | Beschreibung | Bild                           |
| ------------------------ | ------------------------------------------ | -------------------------------- | --- | ------------------------------ |
| Denkmalzone Schloss Vehn | südwestlich des Ortes (Vehner Straße) Lage | ab dem Ende des 17. Jahrhunderts | Zweiflügelanlage, Nordflügel bezeichnet 1753, Umbau wohl in der ersten Hälfte des 19. Jahrhunderts, Hauptflügel, Fachwerk, bezeichnet 1726 und 1772; Kapelle vom Ende des 17. Jahrhunderts, spätromanischer Chor; Backstein-Wirtschaftsgebäude, 19. oder 20. Jahrhundert; im Garten Taufstein, Mitte des 13. Jahrhunderts; im Hof Lavakreuz, bezeichnet 1700; Gesamtanlage; in der Nähe Bildstock | weitere Bilder Fotos hochladen |

### Einzeldenkmäler
| Bezeichnung                       | Lage                                    | Baujahr                  | Beschreibung                                                                                                | Bild                                    |
| --------------------------------- | --------------------------------------- | ------------------------ | --- | --------------------------------------- |
| Hofanlage                         | Am Landgraben 16 Lage                   | 18. Jahrhundert          | Hakenhof; Fachwerkhaus, teilweise massiv, 18. Jahrhundert, Fachwerkscheune                                  | BW                                      |
| Kapelle                           | Am Landgraben, bei Nr. 17 Lage          | 18. Jahrhundert          | Kapelle, barocke Muttergottes, 18. Jahrhundert                                                              | Fotos hochladen                         |
| Wohnhaus                          | Kreuzstraße 2 Lage                      | 1778                     | Fachwerkhaus, teilweise massiv, Krüppelwalmdach, bezeichnet 1778                                            | BW                                      |
| Wohnhaus                          | Kreuzstraße 9 Lage                      | 18. Jahrhundert          | Fachwerkhaus, Ständerbau, 18. Jahrhundert                                                                   | BW                                      |
| Pfarrhaus                         | Kreuzstraße 10 Lage                     | 1852                     | Bruchsteinbau, bezeichnet 1852, Stalltrakt, Architekt Ferdinand Nebel; Gesamtanlage mit Kirche              | Fotos hochladen                         |
| Katholische Pfarrkirche St. Georg | Kreuzstraße, Ecke St.-Georg-Straße Lage | 1829–1833                | dreischiffige Hallenkirche, Bruchschiefer, 1829–1833, Architekt Ferdinand Nebel; Gesamtanlage mit Pfarrhaus | weitere Bilder Fotos hochladen          |
| Zehnthof                          | Orsbeckstraße 2 Lage                    | 16. oder 17. Jahrhundert | zweiflügliges Fachwerkhaus, Krüppelwalmdach, bezeichnet 17(63?), im Kern aus dem 16. oder 17. Jahrhundert   | BW                                      |
| Schulhaus                         | Orsbeckstraße 4 Lage                    | 1844                     | ehemalige Schule; Schieferbruchsteinbau, bezeichnet 1844                                                    | Fotos hochladen                         |
| Wohnhaus                          | St.-Georg-Straße 11 Lage                | 18. Jahrhundert          | Fachwerkhaus, 18. Jahrhundert, im Kern eventuell älter                                                      | BW                                      |
| Wegekreuz                         | südlich des Ortes                       | 19. Jahrhundert          | Wegekreuz, Nischentyp, 19. Jahrhundert                                                                      | Direkt Bild zu diesem Denkmal hochladen |

## Westum

### Einzeldenkmäler
| Bezeichnung                       | Lage                                                | Baujahr         | Beschreibung | Bild                           |
| --------------------------------- | --------------------------------------------------- | --------------- | --- | ------------------------------ |
| Grabmal                           | Angerstraße, Ecke Wachtelweg, auf dem Friedhof Lage | um 1900         | kleine neuromanische Kapelle, Ruhestätte der Familie Matthias Häuser, um 1900                                                                     | Fotos hochladen                |
| Wohnhaus                          | Bachstraße 26 Lage                                  | 19. Jahrhundert | Fachwerkhaus, Krüppelwalmdach, 19. Jahrhundert | Fotos hochladen                |
| Wegekreuz                         | Bachstraße, Ecke Angerstraße Lage                   | 1782            | Wegekreuz, Nischentyp, bezeichnet 1782 | Fotos hochladen                |
| Türsturz                          | Krechelheimer Straße, an Nr. 14 Lage                | 1617            | Türsturz, bezeichnet 1617 | BW                             |
| Wegekapelle                       | Krechelheimer Straße, bei Nr. 23 Lage               | 1896            | Wegekapelle, bezeichnet 1896; Steinkreuz, bezeichnet 1782                                                                                         | Fotos hochladen                |
| Katholische Pfarrkirche St. Peter | Turmstraße 7 Lage                                   | 1352            | Turm, begonnen 1352, Saalbau, 1845/46, Architekt: Ferdinand Nebel, Koblenz, 1864/67, 1923 Erneuerung des Westturms, 1932 Anbau zweier Sakristeien | weitere Bilder Fotos hochladen |
| Wegekreuz                         | südwestlich des Ortes am Beuler Hof Lage            | 1827            | Wegekreuz, bezeichnet 1827 | Fotos hochladen                |